# Kvadricikl
Kvadracikl je vozilo na četiri kotača, pokretano ljudskom snagom, uz pomoć pedala. Između ostalog, naziva se i "četverocikl", "auto na pedale ili "bicikl na četiri kotača".
Kvadricikli su u uporabi od 1853. godine i izrasli su u nekoliko inačica vozila za različite namjene, uključujući turistički najam, vožnju taksija, osobna putovanja, te brdsku i industrijsku uporabu.

## Vanjske poveznice
- Quadracycle - Four wheeled bike
- Touring quadracycle
- History of quadracycles  Arhivirana inačica izvorne stranice od 25. travnja 2023. (Wayback Machine)